# IRIS-T

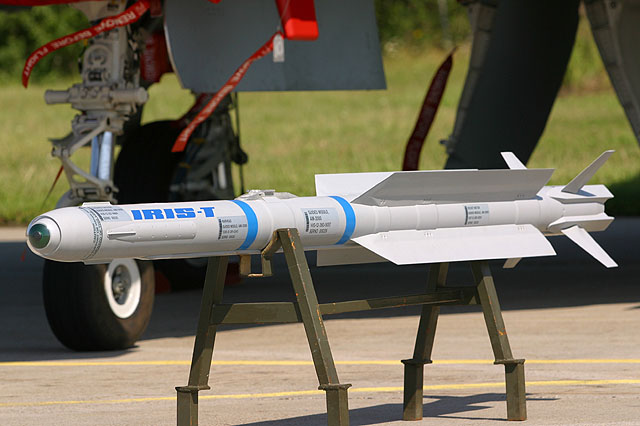
IRIS-T

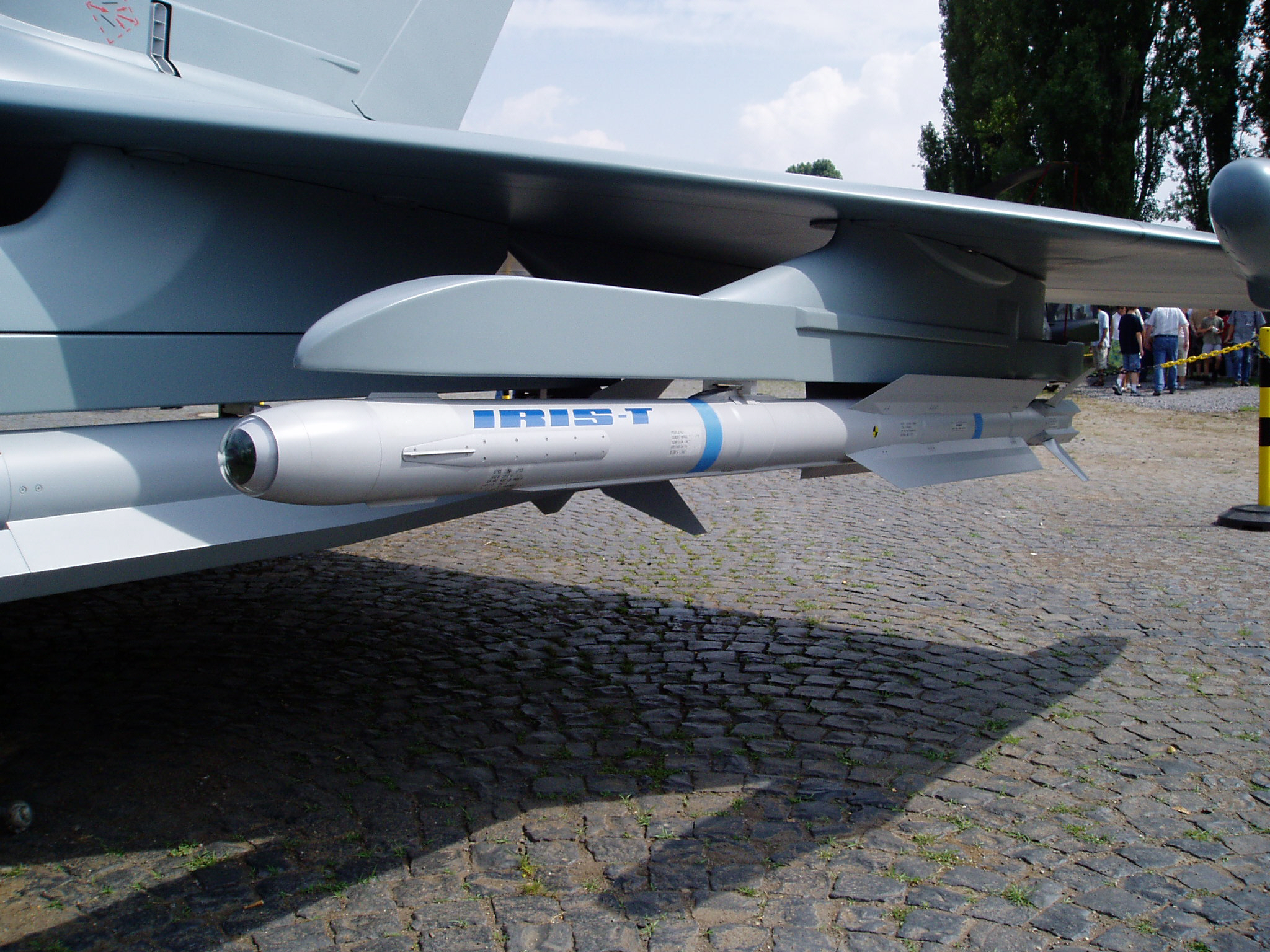
IRIS-T raketa typu vzduch-vzduch

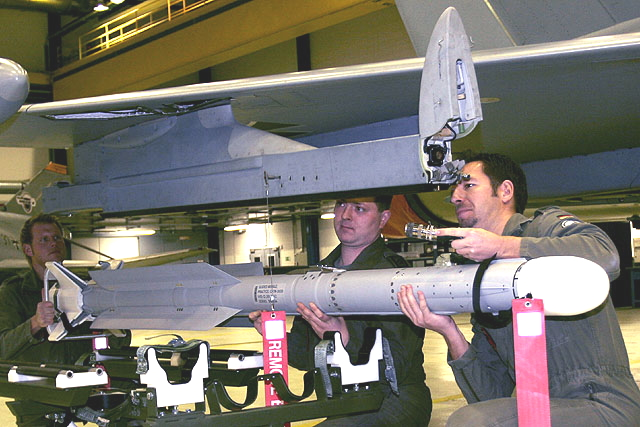
Montování IRIS-T na závěsník stíhačky Eurofighter Typhoon

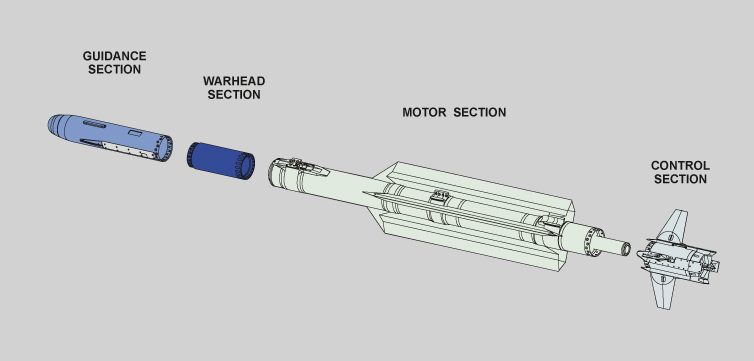
IRIS-T - schéma

IRIS-T je raketa vzduch-vzduch krátkého dosahu s infračerveným (tepelným) naváděním. Vyrábí ji německá firma Diehl BGT Defence. Impulsem pro vývoj této střely byla potřeba nahradit raketu AIM-9 Sidewinder.

## Historie
Původně se Německo podílelo spolu s Velkou Británií na vývoji rakety AIM-132 ASRAAM. Po znovusjednocení Německa se však vývojářům naskytla možnost prozkoumat ruskou raketu Vympel R-73. Ta se ukázala být mnohem nebezpečnější střelou krátkého dosahu, než se dosud předpokládalo. Byla schopna překonat všechny tehdejší západní rakety krátkého dosahu s tepelným naváděním. Němci se tedy rozhodli, že raketa s mnohem větší obratností bude důležitější než velký dostřel, což vyústilo ve vývoj rakety IRIS-T.
V roce 1995 oznámilo Německo počátek vývojového projektu na střele IRIS-T. V roce 1996 se k projektu přidala Itálie, Švédsko, Řecko, Kanada a Norsko. Tyto státy si mezi sebou rozdělily jednotlivé role na vývoji, výrobě a financování nové rakety. V roce 2001 z finančních důvodů z programu vystoupila Kanada a její místo zaujalo v roce 2002 Španělsko.
Ostré střelby s prototypy sériové verze se uskutečnily poprvé 14. března 2002 na polygonu ve východní Sardinii. Raketa byla odpálena z letadla F-4F v režimu zamčení cíle před odpalem a zasáhla bezpilotní terč. Ještě v témže roce došlo i k testům rakety v režimu zamčení cíle až po odpalu.
Celkové náklady na vývoj rakety dosáhly téměř 300 mil. eur.
V prosinci 2004 byla podepsána smlouva v hodnotě 1 mld. euro na výrobu 4 000 raket pro ozbrojené síly Německa, Řecka, Itálie, Norska, Španělska a Švédska. Střela dosáhla počátečních operačních schopností v roce 2005 a následně začaly první dodávky.

## Vlastnosti
IRIS-T se vyznačuje vysokou obratností, která jí umožňuje zatáčení s rychlostí do 60°/ s přetížením až 60 g.
Raketa může být vystřelena buď konvenčním způsobem (uzamčení cíle ještě před vystřelením) nebo v módu se zaměřením cíle až po výstřelu. Plný potenciál rakety je možné využít v součinnosti s přilbovým zaměřovačem pilota. Nad rámec běžného využití možností střely se dostávají jen piloti strojů Eurofighter Typhoon. Senzory systému vlastní ochrany Typhoonu dokáží předat naváděcímu systému údaje o pozici cílů letících v zadní polosféře stíhačky. Tyto cíle mohou být následně zničeny střelou IRIS-T.
Ve srovnání s AIM-9L Sidewinder má IRIS-T vyšší odolnost vůči rušení. Zvýšená schopnost identifikace cíle prodlužuje její účinný dostřel 5 až 8krát ve srovnání s AIM-9L. Senzor naváděcího systému má rozlišení 128x128 pixelů a zorné pole 90° ve všech směrech od podélné osy střely. Senzor generuje televizní obraz cíle a jeho okolí, díky čemuž je velmi složité oklamat naváděcí systém rakety, ať už manévrováním, vypouštěním světlic nebo použitím infračervených rušiček. Naváděcí systém je vybaven databází, která obsahuje fotky všech známých vojenských letadel, zachycených z různých úhlů pohledu. Pro každé letadlo je zadefinovaných 8 nejzranitelnějších míst jeho konstrukce a na jedno z nich je raketa prioritně naváděná.
Za optickým senzorem se nachází senzor inerciálního navigačního systému, který umožňuje navést raketu do blízkosti cíle v případě, že cíl byl zamčený až po výstřelu. V další části se nachází radiolokační zapalovač, doplněný o záložní zapalovač kontaktního typu. Následuje fragmentační bojová část s hmotností 11,4 kg.
Střední a zadní část rakety tvoří motor na tuhé palivo s proměnlivým režimem hoření. V první fázi urychluje střelu tak, aby opustila závěsník stíhačky a získala dostatek energie pro první manévr. Ve druhé fázi dojde ke snížení tahu motoru, aby mohla raketa uskutečnit ostrý obrat, při kterém je schopna změnit trajektorii letu až o 180°. V závěrečné etapě letu motor zrychlí raketu až přes hranici rychlosti Mach 3.

## Specifikace
- Max. rychlost: Mach 3
- Celková hmotnost : 87,4 kg
- Hmotnost bojové hlavice : 11,4kg
- Průměr: 127 mm
- Délka: 2 936 mm
- Dolet: 25 km
- Nosič:
  - Eurofighter Typhoon
  - Panavia Tornado ADV
  - McDonnell Douglas F / A-18 Hornet
  - McDonnell Douglas F-4 Phantom II
  - General Dynamics F-16 Fighting Falcon
  - Saab JAS 39 Gripen